# Далиньш, Илмарс
Илмарс Далиньш (латыш. Ilmārs Dāliņš; 10 апреля 1927, Айзвики, Грамздская волость — 17 января 2022) — американский физик и латвийский политик, депутат Сейма Латвии V созыва (1993—1995).
В 1944 году вместе с семьёй бежал из Латвии в Германию, окончил латышскую гимназию в Аугсбурге, где дружил с Леонидом Зариньшем. Затем перебрался в США, в 1952 г. окончил Техасский лютеранский колледж в Сегине со степенью бакалавра химии, в 1953 г. получил магистерскую степень в Техасском университете в Остине, в 1956 г. защитил докторскую диссертацию по физике в Университете Цинциннати.
Работал в Космическом центре Маршалла. Исследовал сейсмические эффекты от ударной волны при пусках космических ракет, в 1975 г. выступил с приглашённым докладом «Акустико-сейсмические эффекты атмосферного шума» (англ. Acoustic-seismic effects from atmospheric noise) на ежегодной конференции Американского общества инженеров-строителей в Денвере. В 1971 г. получил премию Совета по изобретениям (англ. Inventions and contributions board) НАСА. Жил в Хантсвилле.
В 1993 году на первых парламентских выборах после восстановления независимости Латвии был избран в Сейм Латвии по многомандатному Курземскому избирательному округу от Избирательного объединения «Отечеству и свободе». В составе Сейма входил в комиссию по общественным делам и окружающей среде и в депутатские группы поддержки независимости Чечни и Тибета. В 1995 г. вместе с общественным деятелем Висвалдисом Бринкманисом посетил Чечню, встречался с Джохаром Дудаевым.
После окончания депутатских полномочий жил в Латвии. В 2016 г. выступил в Отделении физики и технических наук Латвийской академии наук с докладом «Подземные толчки, вызванные шумом мощных ракет» (латыш. Spēcīgu raķešu darbības trokšņa izraisīti zemes virskārtas satricinājumi).